# 南京金融城
南京金融城位於中國江蘇省南京市建鄴區，是一個大型都市開發項目，建設進度分為兩期；其中金融城二期由GMP建築事務所設計，由五棟塔樓組成，總面積79.8萬平方公尺，主樓C1高度達416.6公尺、於2024年1月結構封頂，成為南京第二高的摩天大樓，僅次於紫峰大廈。